# John Atkins
John Atkins (* 7. April 1942 in Coventry) ist ein ehemaliger britischer Radrennfahrer und nationaler Meister im Radsport.

## Sportliche Laufbahn
Atkins war Spezialist für Querfeldeinrennen. In dieser Disziplin wurde er dreizehnmal britischer Meister. Seinen ersten nationalen Titel gewann er 1961. Ein Jahr später verteidigte er den Titel. Danach musste er einige Jahre krankheitsbedingt mit dem Sport pausieren. Nachdem er 1968 beim Sieg von Roger de Vlaeminck den 5. Platz bei den UCI-Weltmeisterschaften belegt hatte, wurde er Profi. Seine Siegesserie bei den britischen Meisterschaften begann 1966 und dauerte bis 1975 an. 1977 gewann er nochmals den Titel. Bei den Weltmeisterschaften der Profis war der 7. Platz 1973 sein bestes Ergebnis. 1971 wollte er sich auch auf der Straße mit den kontinental-europäischen Profis messen und startete bei Paris–Nizza. Er beendete das Rennen, hatte aber einen erheblichen Rückstand auf den Sieger Eddy Merckx, wurde 69. und damit Letzter des Rennens. Er war von 1968 bis 1979 Berufsfahrer, fast immer in britischen Radsportteams. Dennoch ging er noch einem anderen Beruf nach, da er vom Radsport allein nicht leben konnte.

## Teams
1968 Bantel – Mercian (Großbritannien)
1968 Marsh & Baxter (Großbritannien)
1969 Carlton – Truwel – Campagnolo (Großbritannien)
1970 Falcon (Großbritannien)
1971 TI – Carlton (Großbritannien)
1972 TI – Raleigh (Großbritannien)
1972 TI – Carlton (Großbritannien)
1973 TI – Raleigh (Großbritannien)
1974 TI – Raleigh (Großbritannien)
1975 TI – Raleigh (Niederlande)
1975 Viscount – Shimano (Großbritannien)
1976 Viscount – Shimano (Großbritannien)
1977 Viscount – Shimano (Großbritannien)
1978 Viscount – Shimano (Großbritannien)
1978 Harry Quinn – Galli (Großbritannien)
1979 Viscount – Shimano (Großbritannien)
1979 Harry Quinn – Galli (Großbritannien)

## Berufliches
Nach seiner Laufbahn gründete er seine eigene Radfirma, die John Atkins Cycles. Später betrieb er eine Fahrrad- und Spielzeuggeschäft.